# Estelle Alphand
Estelle Alphand, född 23 april 1995 i Briançon, Frankrike, är en svensk-fransk alpin skidåkare.
Alphand tog guld i Ungdoms-OS 2012 i Super-G, tävlande för Frankrike. Hon debuterade i världscupen 2013. Sommaren 2017 bytte hon från det franska till det svenska alpina landslaget och tävlar sedan dess för Sverige. Hon är både svensk och fransk medborgare då hennes far är skidåkaren Luc Alphand och hennes mor är svensk.

### Fotnoter
1. ↑  Ski-DB, Ski-DB skidåkar-ID: estelle_alphand_fra_197616, läs online, läst: 19 mars 2018.[källa från Wikidata]
2. ↑  Roglo, person-ID på Roglo: p=estelle;n=alphand.[källa från Wikidata]
3. ↑  ”Halvsvenska tog OS-guld” (på svenska). Göteborgsposten. 14 januari 2012. http://www.gp.se/sport/halvsvenska-tog-os-guld-1.687268. Läst 26 mars 2017.